# Izomery jądrowe
Izomery jądrowe  – jądra atomowe o identycznej liczbie protonów i neutronów (stanowiące ten sam nuklid), jednakże różniące się stanem kwantowym. Odkrył je w 1931 roku Otto Hahn, badając produkty rozpadu uranu. Wedle jego obserwacji protaktyn 234Pa ulegał rozpadowi β z różnym czasem połowicznego rozpadu. Jeden wynosił 1,17 min, drugi 6,7 h, a emitowane w obu przypadkach cząstki β miały inne wartości energii.
W fizyce jądrowej określa się mianem izomeru częstokroć tylko metatrwałe, wzbudzone stany izotopu, przy czym granica między trwałym i nietrwałym stanem jest płynna i waha się w zakresie kilku nanosekund do kilku sekund (i dłużej).